# I.Ae. 16 El Gaucho
Le I.Ae. 16 "El Gaucho" est un moteur d'avion 9 cylindres disposés en étoile de 450 ch conçu par l'Institut de recherches aérospatiales (es) d'Argentine en 1943.
C'est le premier moteur d'avion conçu et fabriqué en Amérique latine.

## Antécédents
En 1938, l'institut de recherches aérospatiales contacte Wright afin d'obtenir une licence de fabrication du Whirlwind 9 de 400 ch afin de le produire à la Fábrica Militar de Aviones. Le contrat est accepté mais la Seconde Guerre mondiale l'empêche de se réaliser.
La neutralité de l'Argentine au début de ce conflit amènent les Etats-Unis à arrêter de fournir quelconque matériel aéronautique. De la même manière, les autres pays impliqués ont pour priorité leur propres industries. Ainsi, le Secrétariat aéronautique (es) doit mettre en place une production locale. Vers la fin de l'année 1943, on demande à l'institut de recherches aérospatiales dirigé par Juan Ignacio San Martín (es) le développement d'un moteur de puissance moyenne pour les avions civils et militaires qui seront construits par la Fábrica Militar de Aviones (es). Le moteur doit être produit uniquement de matériaux argentins.

## Développement
Le moteur a été nommé I.Ae. 16. La conception globale du moteur est effectuée par l'ingénieur Juan Francisco Tirao.

## Caractéristiques
Le moteur se base en grande partie sur le Wright-Continental J-6 R-975 "Whirlwind 9". C'est un moteur efficace issu de l'industrie américaine qui délivrait à l'origine environ 300 à 390 ch.
Cette version argentine est conçue pour avoir un taux de compression de 6,3:1 afin d'augmenter la puissance. Il est doté d'un collecteur d'échappement placé à l'avant qui améliore ses caractéristiques thermiques et augmente légèrement la puissance. Ce moteur est principalement connu sur l'avion d'entraînement avancé I.Ae. 22 DL (es) qui était fabriqué au même moment.

## Production
La firme Guzzetti Hermanos fabrique les carburateurs alors que les magnétos d'allumages restent sous la responsabilité de l'entreprise EIPYC. Les bielles sont fabriquées à Buenos Aires.
Les pièces d'acier (vilebrequin, bielles, cylindres) ont été forgées sous la direction technique de FMA dans les ateliers ferroviaires de Córdoba pendant que les carters étaient fondus au même endroit afin d'être mélangés à de l'aluminium de récupération. Dans ces ateliers on discrimine les fontes et les métaux purs afin de fabriquer des métaux de haute qualité.
Le moteur reçoit le nom "El Gaucho" lors de son premier démarrage sur banc de test le 27 juin 1944.
le I.Ae. 22 fait son premier vol le 17 mai 1944 en présence du ministre de la guerre, Juan Perón mais avec un Whirlwind 9. Son premier vol avec un El Gaucho est le 2 juillet 1944 aux abords de la FMA. Le 9 du mois suivant, il participe au défilé dans la capitale malgré ses moins de 10 heures de vol.
Le rythme de production est plutôt rapide, on fabrique plus de 300 moteurs, la majorité est fabriquée entre fin 1944 et le milieu de l'année 1946.
La fabrication de ce premier moteur argentin est jugée satisfaisante malgré les différents problèmes liés à sa production décentralisée. On constatait notamment des problèmes de compression ce qui a motivé son remplacement par des Armstrong Siddeley Cheetah de 475 ch dès la fin de la seconde Guerre Mondiale quand les exportations des pays impliquées ont pu reprendre. Les avions équipés de ce moteurs sont nommés I.Ae. 22C.

## Applications
- I.Ae. 22 DL
- I.Ae. 35 Huanquero
- I.A. 38 "Naranjero", Aile volante quadrimoteur de transport (1960).